# YIT
YIT Corporation  (произносится ЮИТ корпорейшн) — финская строительная компания. Штаб-квартира — в Хельсинки.
Основана компания в 1912 году.

## История
Истоки Yit можно проследить с 1912 года, когда Шведская Общая Инженерная Компания (швед. Allmänna Ingeniörsbyrån) создала дочернюю компанию в Финляндии, работая сначала в секторе водоснабжения. Финский вариант названия группы, Yleinen Insinöritoimisto, является источником названия Yit. Первый проект, проведенный новой компанией — строительство водонапорной башни в Порвоо.
В сентябре 1987 года, Yleinen Insinöritoimisto слился с конкурентным подрядчиком Perusyhtymä Oy, создав YIT-Yhtymä (YIT Corporation).
В 2002 году были присоединены Primatel, отдел строительства и обслуживания сетей телекоммуникационной компании Sonera, а через год были приобретены концерны строительных систем ABB в России, нордическом и балтийском регионе. В 2008 и 2010 Yit продолжала расширять свои операции в Центральной Европе.

## Собственники и руководство
Крупнейшие институциональные инвесторы — Suomi Mutual Life Assurance Company (5,56 %) и Julius Baer Holding Ltd (5,06 %), практически все акции находятся в свободном обращении. Компания котируется на Хельсинкской фондовой бирже. Капитализация на начало июня 2008 года — 1,9 млрд евро.
Президент компании — Кари Каунискангас.

## Деятельность
YIT специализируется на инвестициях в недвижимость, гражданском и промышленном строительстве, а также создании инженерных систем в странах Скандинавии, Балтии и России. За годы деятельности компании её специалистами реализованы проекты более чем в 60 странах мира. На июль 2011 года концерн представлен в 14 странах.
Численность персонала на 2010 год — 26 тыс. человек. Оборот за 2010 год составил — 3,8 млрд евро.

### YIT в России
В России YIT работает с 1961 года. В России действуют подразделения концерна — компании «ЮИТ Санкт-Петербург», «ЮИТ ДОН», «ЮИТ Московия», «ЮИТ Казань», «ЮИТ Уралстрой», «ЮИТ Тюмень», «ЮИТ СитиСтрой», «ЮИТ Элмек», «ЮИТ-Петер», «ЮИТ Сервис», «ЮИТ Строй», «ЮИТ Недвижимость» (создана в 2008 году). Компании осуществляют проекты в области жилищного и коммерческого строительства в Санкт-Петербурге, Москве, Московской области, Казани, Екатеринбурге, Тюмени, Ростове-на-Дону. В феврале 2018 г. стало известно о слиянии концерна ЮИТи российской дочки финской компании Лемминкяйнен, с 2016 г. работающей в России в качестве генподрядчика. Проекты Лемминкяйнен в стадии реализации — комплекс апартаментов VALO в Санкт-Петербурге (застройщик — ООО «ГАЛС») и жилые дома для ЗАО «Балтийская Жемчужина», будут завершены совместными усилиями объединенной компании, но уже под брендом ЮИТ.
С Мая 2022 АО «ЮИТ Санкт-Петербург» входит в состав Группы «Эталон».